# Possedimenti italiani in Cina

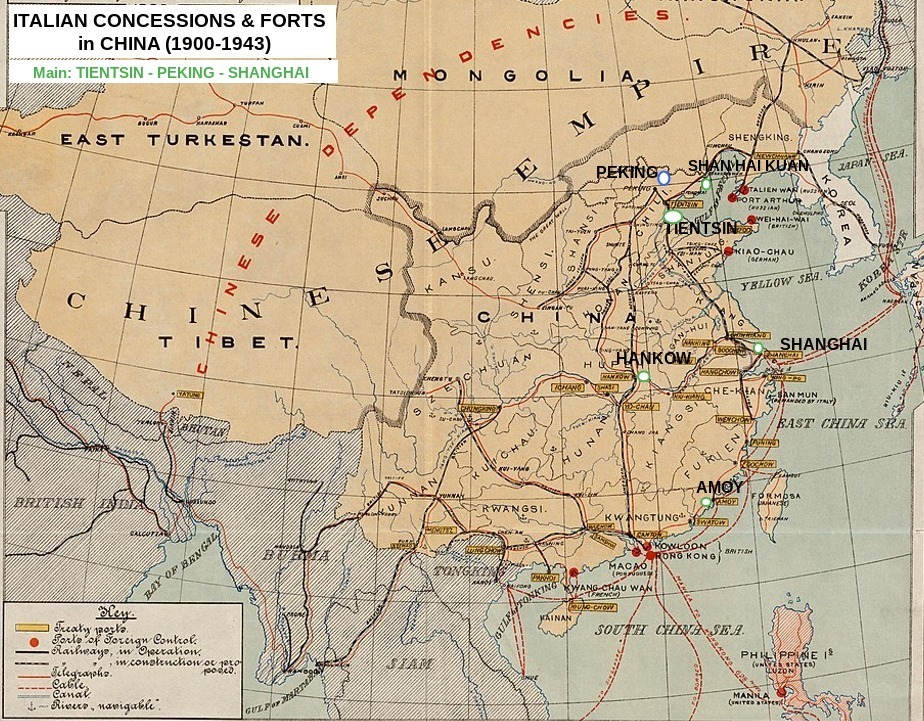
Mappa delle concessioni territoriali e dei forti italiani in Cina

I possedimenti italiani in Cina furono l'insieme delle concessioni territoriali, delle fortificazioni e dei quartieri commerciali appartenenti al Regno d'Italia nel corso della fine dell'800 e della prima metà del '900. 

## Caratteristiche
Gli italiani tentarono di spartirsi il territorio della Cina insieme agli altri imperi europei (soprattutto britannico e francese) alla fine del XIX secolo. Il primo passo degli "occidentali" in questo tentativo furono le cosiddette Concessioni in Cina, ottenute dopo la Guerra dell'oppio. Queste concessioni erano territori affittati o ceduti a un altro paese (o a più paesi, come nel caso dello Shanghai International Settlement - Concessione internazionale di Shanghai). In linea di principio, gli stranieri potevano acquistare un immobile all'interno della concessione attraverso il consolato corrispondente, ma non i cinesi. Per migliorare l'attività commerciale e il funzionamento delle enclavi, la maggior parte delle concessioni consentì l'accesso ai cinesi dopo il 1890.
I cittadini stranieri (come gli italiani) che vivevano nel territorio di queste concessioni svilupparono una propria cultura, molto lontana da quella del resto della Cina, in quanto le enclavi erano fortemente europeizzate. Furono costruite chiese, scuole, osterie e altre istituzioni commerciali europee. Il sigillo di identità nazionale di ogni paese, che hanno voluto dare ad alcune di queste enclavi, è visibile nell'architettura dei loro edifici: è il caso della concessione italiana a Tientsin, ora ristrutturata architettonicamente.

## Storia

### Antefatti e tentativi di insediamento
In seguito alla Guerra dell'oppio anche l'Italia si interessò a creare insediamenti e basi commerciali sulle coste cinesi. Tra gli esempi più noti vi furono il tentativo di penetrazione nell'area del Chekiang ad opera dell'ammiraglio Felice Napoleone Canevaro e dell'ambasciatore a Pechino Renato De Martino, questo tentativo fallì a causa del veto britannico nell'utilizzo della forza; vi fu anche un tentativo di acquisto della Baia di San-Mun, quest'ultimo sembra che fallì per un boicottaggio dell'allora ambasciatore italiano Giuseppe Salvago Raggi.

### Possedimenti ottenuti
Dopo la vittoria della Rivolta dei Boxer, gli italiani nel 1900 ottennero diversi insediamenti sul territorio cinese: 
1. Riconoscimento della proprietà di area italiana nelle legazioni straniere di Pechino;
2. Riconoscimento concessione italiana a Tianjin di 46 ettari;
3. Riconoscimento della proprietà italiana del Forte di Shan Hai-Kwan;
4. Riconoscimento della proprietà italiana dell'ancoraggio a Ta-Ku nell'estuario del fiume Pei-Ho;
5. Autorizzazione all'utilizzo dei distretti commerciali internazionali di Shanghai, Hankow e Amoy (Xiamen, nel Fujian);
6. La presenza italiana più importante e numerosa situata a Tianjin.»

( Giovanni Cucchi, Introduzione, in Una bandiera italiana in Cina.)

#### La concessione italiana di Tientsin

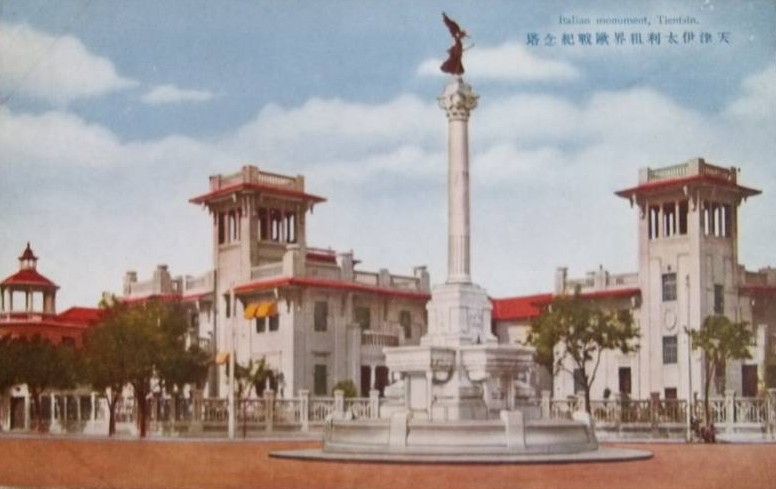
La Concessione italiana di Tientsin. Uno scorcio di Piazza Regina Elena.

Nel settembre 1901, una concessione di 0,6 km² a Tientsin fu trasferita al Regno d'Italia dalla dinastia Qing. Il 7 giugno 1902 l'Italia prese possesso delle terre concesse e queste furono poste sotto l'amministrazione di un console italiano. Dopo la fine della prima guerra mondiale, a quella italiana si aggiunse la concessione ceduta dall'Impero austro-ungarico, raddoppiandone le dimensioni. Questo divenne il quartier generale della "Legione italiana Redenta" (una legione italiana formata da truppe italiane irredentiste provenienti dallo sconfitto impero austro-ungarico), che combatteva contro le truppe sovietiche di Lenin in Siberia e Manciuria. La Concessione contava nel 1935 una popolazione di 6.261 abitanti, di cui 536 stranieri. La Regia Marina aveva una caserma all'interno della concessione, la Caserma Ermanno Carlotto.
Durante la seconda guerra mondiale c'erano 600 soldati italiani di stanza a Tientsin come rappresentanti dell'Asse italo-tedesco-giapponese. Tuttavia, dopo la resa dell'Italia agli Alleati nel 1943, la concessione fu occupata dall'Esercito Imperiale Giapponese. Nello stesso anno, la Repubblica Sociale Italiana di Mussolini cedette il controllo della concessione al governo nazionalista di Nanchino. Come la Repubblica sociale italiana, il governo cinese di Nanchino sponsorizzato dai giapponesi era un governo fantoccio e il passaggio di consegne non fu riconosciuto dal Regno d'Italia, dalla ROC o dalla maggior parte dei membri della Società delle nazioni. Il governo di Nanchino cadde con la sconfitta del Giappone nell'estate del 1945.

#### La concessione internazionale di Shanghai

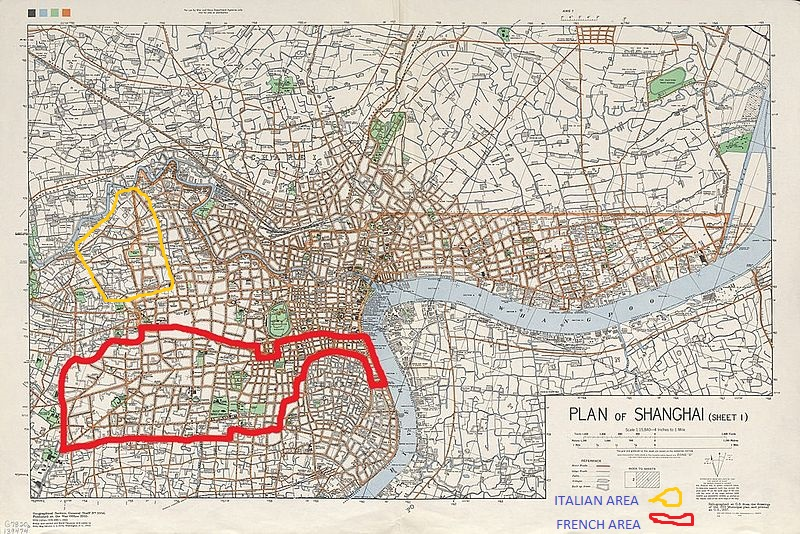
Il quartiere italiano (in giallo) nella Concessione internazionale di Shanghai.

Dopo la Ribellione dei Boxer l'Italia poté utilizzare un quartiere commerciale internazionale a Shanghai.
In vista dell'invasione giapponese della Cina venne rinforzato il contingente italiano a Shanghai, infatti 1937 quasi mille truppe italiane parteciparono insieme a truppe inglesi e americane alla difesa del quartiere, durante la battaglia di Shanghai. La presenza italiana nella Concessione Commerciale Italiana era supportato non solo dalle truppe del battaglione San Marco, ma anche da unità navali come gli incrociatori Trento e Montecuccoli.

#### Altri possedimenti

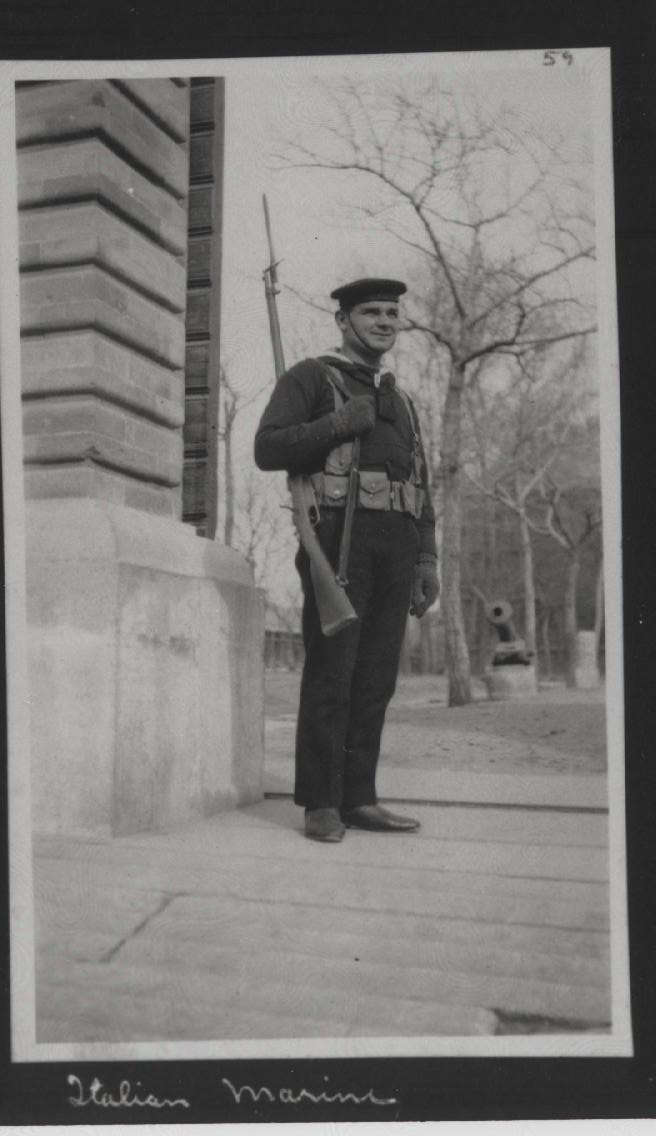
Un marinaio italiano di guardia alla Regia Legazione di Pechino, uno dei principali avamposti italiani in Cina.

Altri possedimenti italiani in Cina furono un quartiere commerciale con la Regia Legazione Italiana a Pechino, il forte del passo Shanhai sulla Muraglia Cinese, un porto a Taku e vari quartieri commerciali nelle città di Hankow e Amoy.
Il 2 giugno 1946 il Regno d'Italia divenne la Repubblica Italiana e il 10 febbraio 1947, in virtù del trattato di pace con l'Italia, la concessione italiana a Tientsin fu ceduta formalmente dall'Italia alla Cina (insieme alle piccole aree commerciali di Pechino, Hankou, Amoy e Shanghai).